# الكواكبة (ملحان)

تعديل مصدري - تعديل

الكواكبة هي إحدى قرى عزلة بدح بمديرية ملحان التابعة لمحافظة المحويت، بلغ تعداد سكانها 178 نسمة حسب تعداد اليمن لعام 2004.